# Platostoma tectum
Platostoma tectum là một loài thực vật có hoa trong họ Hoa môi. Loài này được A.J.Paton miêu tả khoa học đầu tiên năm 1997.
Loài này là bản địa Thái Lan, Campuchia, Lào.